# Hannover 96
Hannover 96 je njemački nogometni klub iz grada Hannovera.
1970-ih godina u Hannoveru 96 igrao je jedan od najboljih igrača bivše države Zadranin Josip Skoblar (57 utakmica, 31 gol). U Hannover 96 dugi niz godina igrao je u 2. Bundesligi kasnije Bundesligi i Danijel Štefulj, bivši igrač Dinama, Varteksa i hrvatske reprezentacije, Srebrenko Posavec, a igrali su još Fredi Bobic, Frank Juric, Thomas Brdaric (to su igrači koji imaju hrvatske korijene), Per Mertesacker, Arnold Bruggink, Robert Enke, Jan Schlaudraff, Nebojša Krupniković, Zvezdan Čebinac, Szabolcs Huszti, Emanuel Pogatetz, Abel Xavier,  Jürgen Weber, Artur Sobiech, Lars Stindl, Florian Fromlowitz i Andreas Ivanschitz.[nedostaje izvor] Trener je bio i Branko Ivanković.[nedostaje izvor]

## Vanjske poveznice
- | Logotip Zajedničkog poslužitelja | Zajednički poslužitelj ima još gradiva o temi Hannover 96 |
- Službene klupske stranice